# Büemke
 Büemke ist ein Ortsteil der Gemeinde Eslohe im nordrhein-westfälischen Hochsauerlandkreis. Mitte 2023 hatte der Ort 50 Einwohner.

## Geographie
Die Ortschaft liegt etwa 1,5 km nordwestlich von Reiste im Naturpark Sauerland-Rothaargebirge. Nachbarorte sind Büenfeld, Reiste, Beisinghausen, Bremke und Wenholthausen. Durch den Ort führt die Kreisstraße K 40. Innerhalb des Ortsgebietes entspringt der Büemker Bach. Das Naturschutzgebiet Büemker Bach und Nebensiepen liegt mit einer Größe von 32,1 ha zwischen Wenholthausen und Büemke.

## Geschichte
Im 14. Jahrhundert gehörte eine Hufe in Büemke, damals „Boydenbeke“, zum Bestand des Stiftes Meschede.  Frühe Anhaltspunkte über die Größe des Ortes ergeben sich aus einem Schatzungsregister (dieses diente der Erhebung von Steuern) für das Jahr 1543. Demnach gab es in „Bremicke“ zehn Schatzungspflichtige; die Zahl dürfte mit den damals vorhandenen Höfen bzw. Häusern übereingestimmt haben. Der Ort gehörte bis Ende 1974 zur eigenständigen Gemeinde Reiste im Amt Eslohe.
Seit dem 1. Januar 1975 ist Büemke ein Ortsteil der erweiterten Gemeinde Eslohe. Die denkmalgeschützte St. Agatha Kapelle wurde am 23. Oktober 1985 in die Liste der Baudenkmäler in Eslohe eingetragen.